# Władysławów (powiat płocki)
Władysławów – wieś w Polsce położona w województwie mazowieckim, w powiecie płockim, w gminie Łąck.
W skład sołectwa Kościuszków-Władysławów wchodzą  wsie Kościuszków i Władysławów.
W latach 1975–1998 miejscowość należała administracyjnie do województwa płockiego.
| SIMC    | Nazwa     | Rodzaj    |
| ------- | --------- | --------- |
| 0569728 | Nowa Wieś | część wsi |